# Franca Raimondi
Franca Raimondi foi uma cantora Italiana.
Em 1956, Franca Raimondi representou a Itália no primeiro Festival Eurovisão da Canção com a canção "Aprite Le Finestre" (Abram as janelas). Naquela altura, o festival foi emitido essencialmente via rádio, e apenas o vencedor foi revelado (a Suíça).

## Ligações Externas
- IMDB entry